# کارلوس اومبرتو پاردس
کارلوس اومبرتو پاردس (انگلیسی: Carlos Humberto Paredes؛ زادهٔ ۱۶ ژوئیهٔ ۱۹۷۶) یک بازیکن فوتبال اهل پاراگوئه است. 
از باشگاه‌هایی که در آن بازی کرده‌است می‌توان به اسپورتینگ، رجینا، و پورتو اشاره کرد.
وی همچنین در تیم ملی فوتبال پاراگوئه بازی کرده‌است و در سه جام جهای ۱۹۹۸، ۲۰۰۲ و ۲۰۰۶ به میدان رفته است.